# Eriobotrya japonica

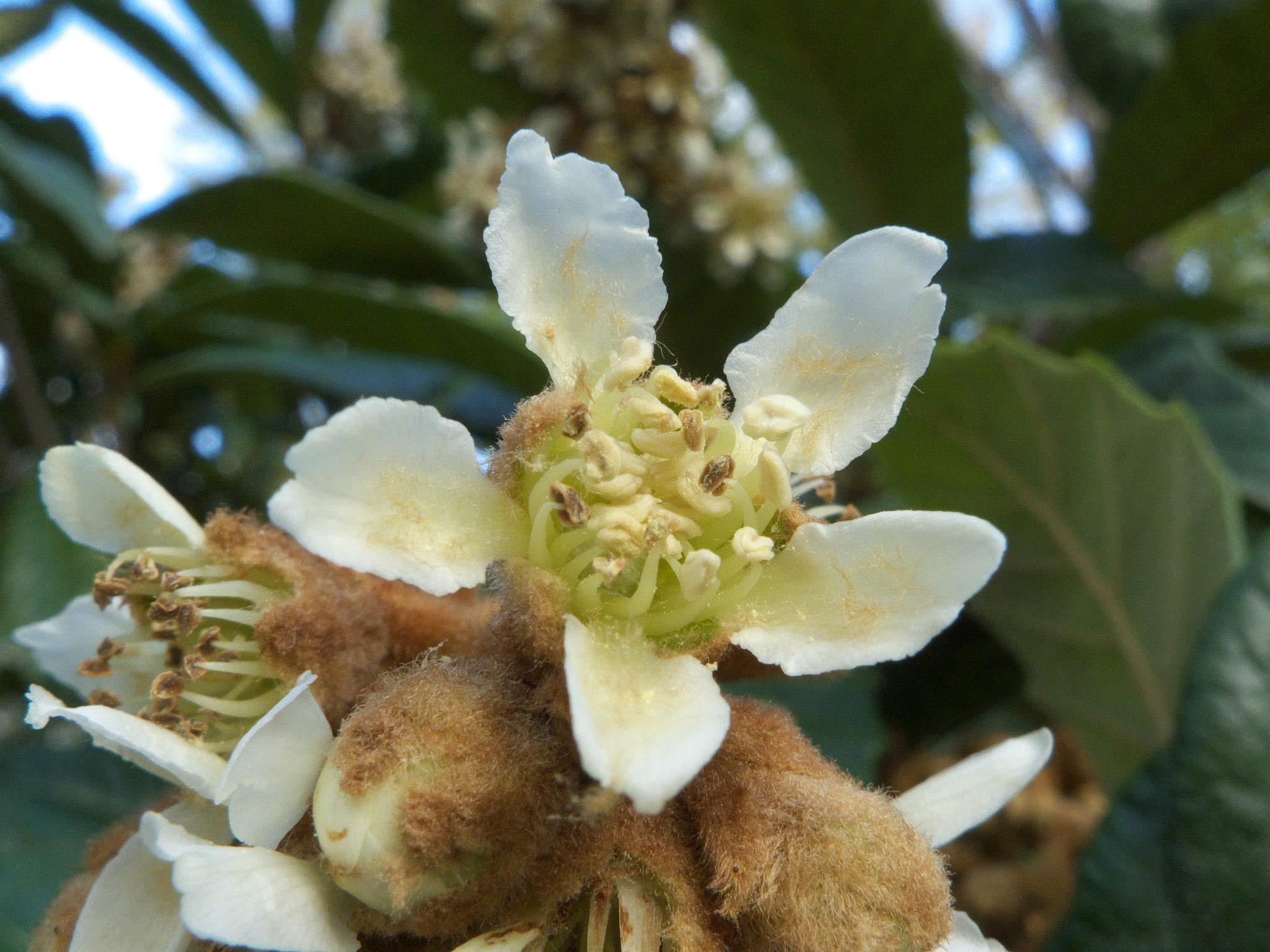
Flores en diversos estadios de antesis.

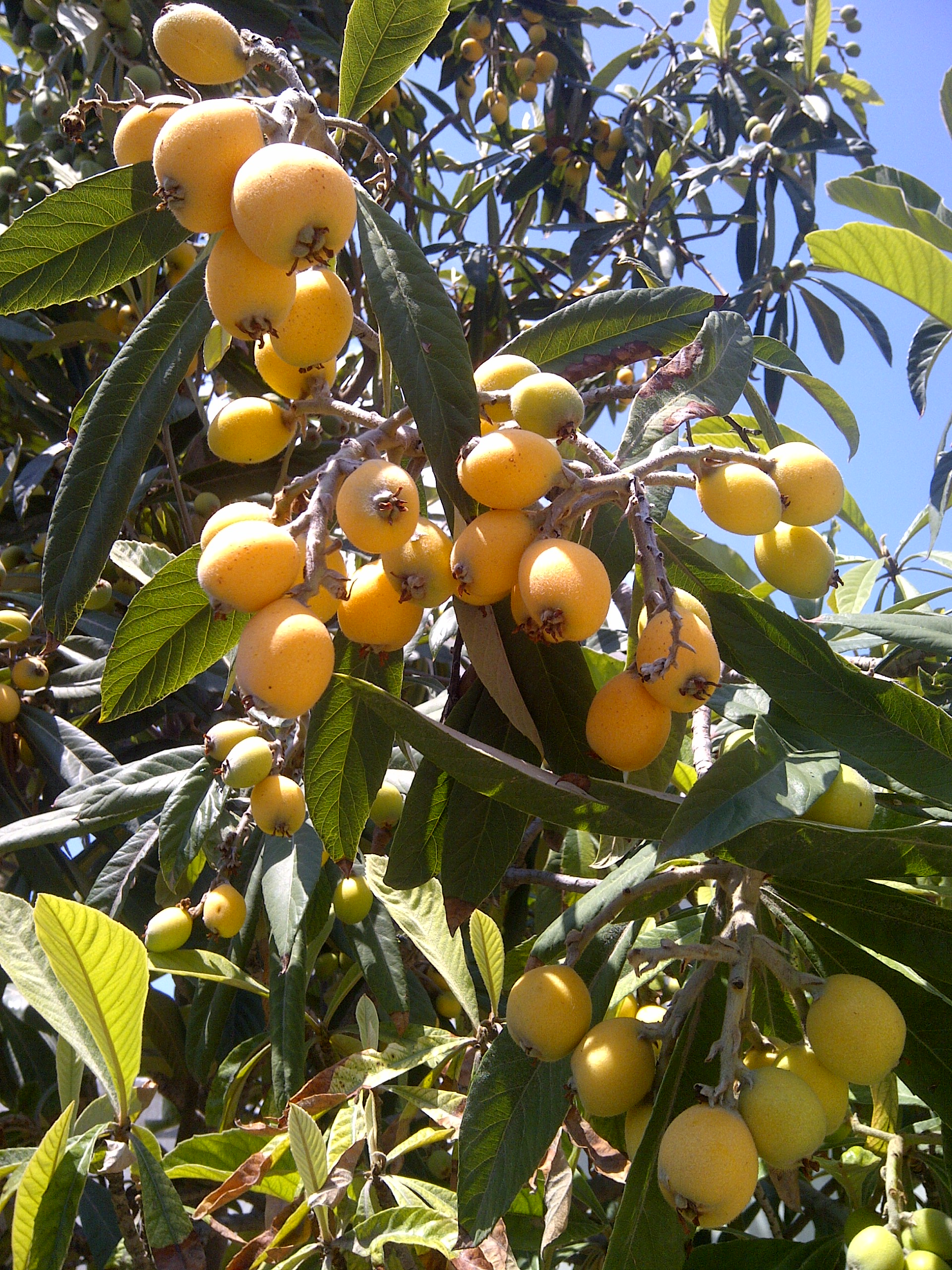
Frutos

Eriobotrya japonica, comúnmente llamado níspero japonés, nisperero del Japón o simplemente níspero, es un árbol frutal perenne de la familia Rosaceae, originario del sudeste de China, donde se conoce como pípá, 枇杷. Fue introducido en Japón, donde se naturalizó y donde lleva cultivándose más de mil años. También se naturalizó en la India, la cuenca mediterránea, Canarias, Pakistán, Chile, Argentina , Ecuador,Costa Rica y muchas otras áreas. Se cree que la inmigración china llevó el níspero a Hawái.
Se menciona a menudo en la antigua literatura china, por ejemplo en los poemas de Li Bai, y en la literatura portuguesa se conoce desde la era de los descubrimientos.
En noviembre se celebra el Festival del Níspero en San Juan del Obispo, Guatemala.
El fruto de esta especie ha ido sustituyendo al del níspero europeo (Mespilus germanica), de forma que, en la actualidad, al hablar de «níspero» se sobreentiende que se está haciendo referencia al japonés.

## Descripción

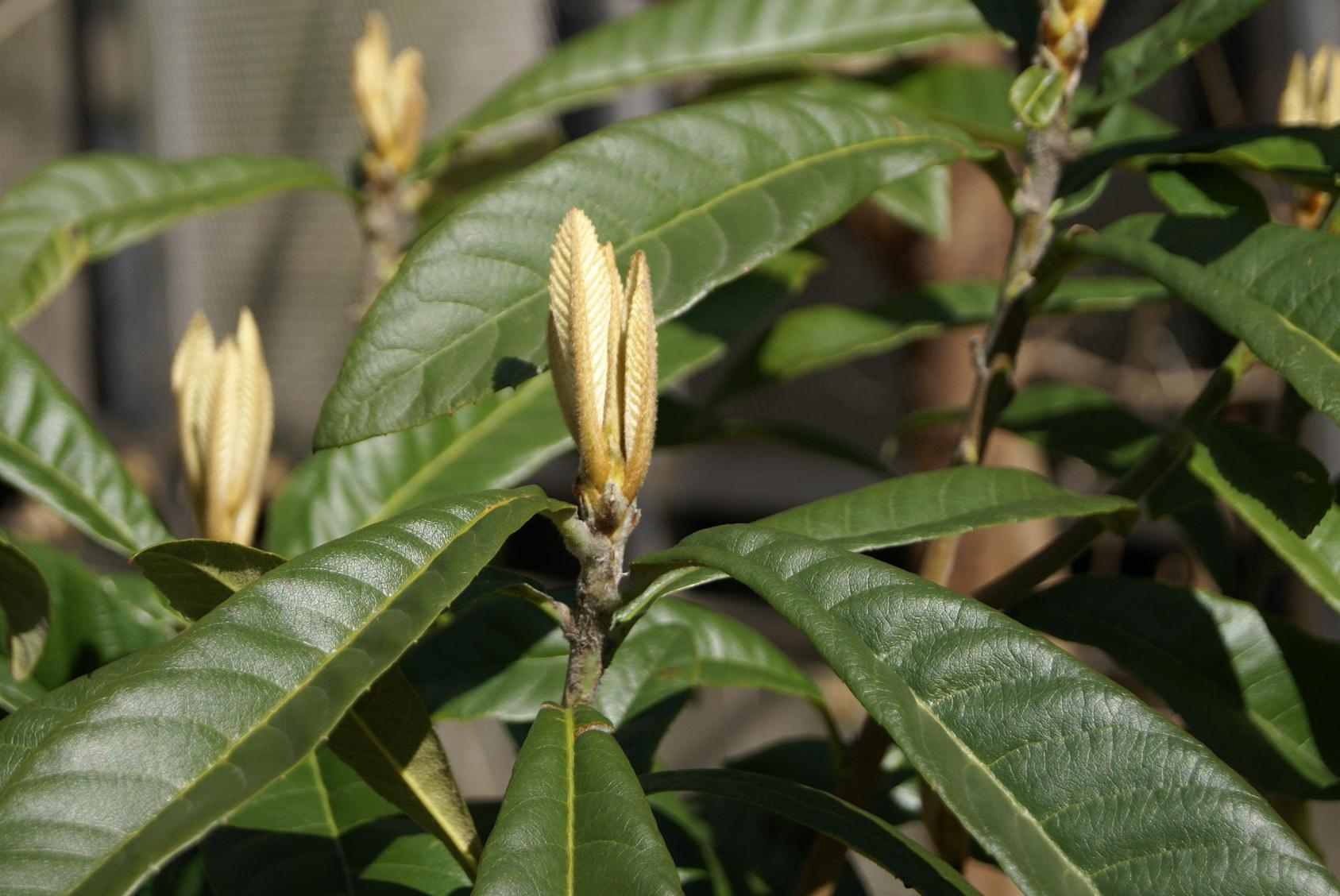
Hojas

Árbol perennifolio monoico de hasta diez metros de altura, (usualmente 6-8 m), copa redondeada, tronco corto de corteza gris y poco fisurada, ramas jóvenes de color pardo claro con pubescencia.
Las hojas, de 10 a 30 cm de longitud por 5-10 cm de anchura, simples, alternas, cortamente pecioladas y con márgenes aserrados, de forma oblongo elípticas con ápice acuminado y nerviación impresa en el haz, de textura coriácea y color verde oscuro pubescente cuando jóvenes, envés con densa pubescencia y nerviación prominente.
Inflorescencias en panículas multifloras, de 10-19 cm de longitud, pedicelos de 5-8 mm de longitud, de pubescencia marrón. Flores fragantes, de 1,2-2 cm de ancho, hipanto cupular, densamente tomentoso; sépalos triangular-ovados, soldados en su mayor longitud, libres en la porción apical conformando lóbulos de 2-4 mm de longitud, con pubescencia marrón persistente; pétalos libres de color blanco en número de cinco, oblongos a ovados de 5-9 x 4 mm, ápice obtuso o emarginado; estambres numerosos, ca. veinte; ovario ínfero, pubescente en su parte apical, cinco lóculos, dos óvulos por lóculo; estilos cinco, libres.
Florece en otoño o a comienzos del invierno, y los frutos maduran a finales del invierno o a principios de la primavera.
Fruto pomo piriforme, elipsoideooblongo a subgloboso, 3-6 x 1,5-5 cm, epicarpio piloso o glabro cuando maduro de color amarillo o anaranjado, a veces rojizo; pulpa suculenta de sabor dulce, ácido o subácido, blanca, amarilla o anaranjada; pedicelo fructífero 3-8 mm longitud, inicialmente tomentoso, luego glabro, con semillas en número variable (de 1 a 5), grandes, angulosas, de sección transversal anchamente elíptica, de testa lisa, de color pardo.

## Usos y cultivo

### Culinario
La fruta es comparable a la manzana en muchos aspectos, con altos contenidos de azúcar, ácido y pectina. Se consume fresca, y también mezclada con otras frutas en ensaladas o copas frutales. La fruta ligeramente inmadura, firme, es mejor para hacer tartas y pudines. También se elaboran jaleas, dulces, chutney y almíbar. Puede usarse también para hacer vino.

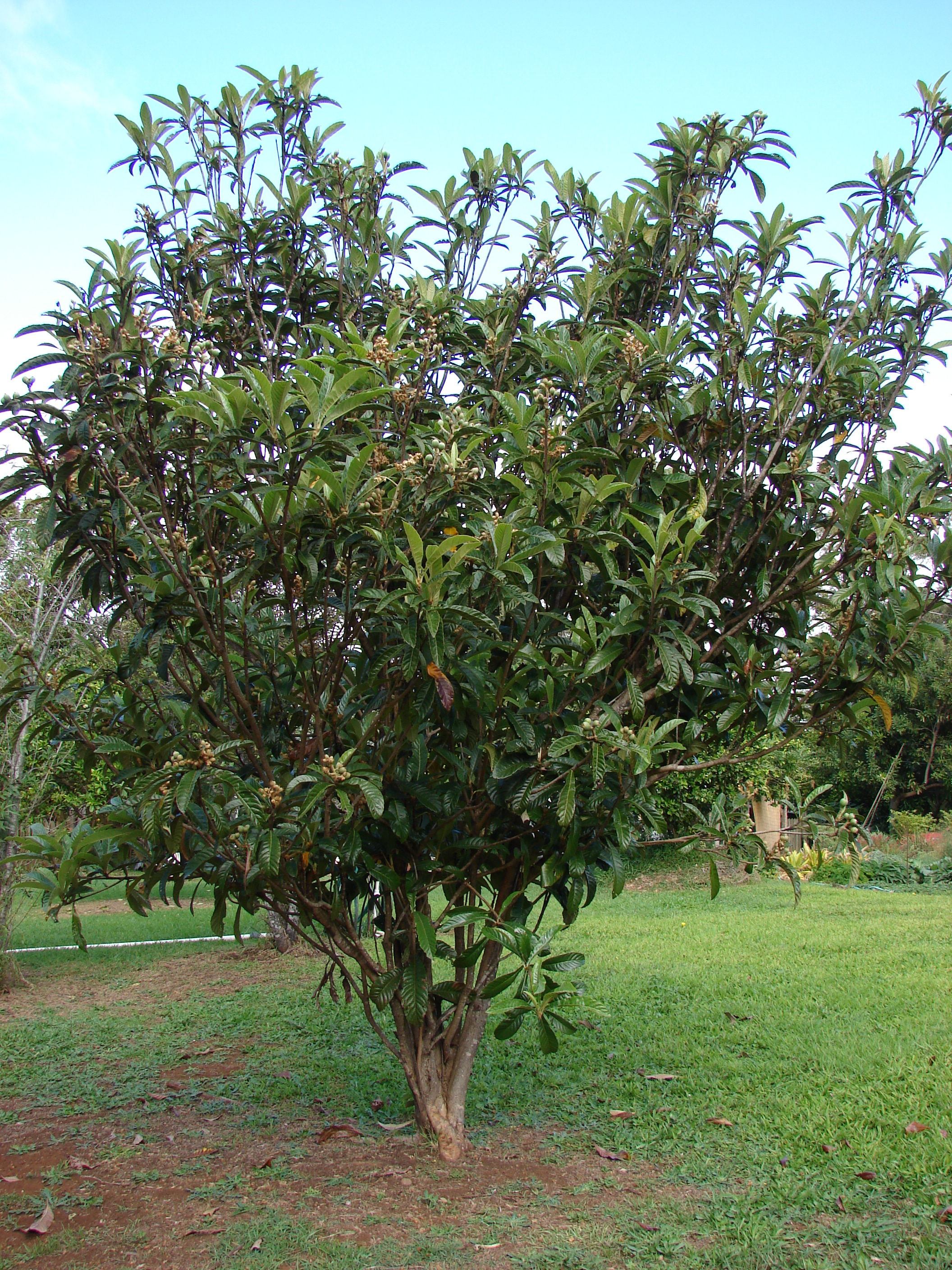
Vista del árbol

### Usos medicinales
Un tipo de jarabe de níspero se usa en medicina china para suavizar la garganta. Combinado con otros ingredientes y conocido como 枇杷膏 (nin jiom pei pa koa: pípágāo, pasta de níspero), actúa como demulcente y expectorante, también es beneficiosa para el aparato digestivo y el sistema respiratorio.
Como otras plantas emparentadas, las semillas y hojas jóvenes son ligeramente tóxicas, por su pequeño contenido de glucósidos cianogénicos liberadores de cianuro cuando son digeridas, aunque su baja concentración y amargor normalmente previenen su ingestión accidental.
Desde la década del 2000 se ha encontrado en los extractos de sus hojas un principio activo que estimula el crecimiento del folículo piloso, por lo que se utiliza en lociones antialopecia regeneradoras y para el crecimiento del pelo.
En cultivos obtenidos en laboratorio de los callos a partir de sus hojas, se ha encontrado una sustancia triterpénica capaz de inhibir el desarrollo de las células cancerosas de piel en ratones de investigación.

### Cultivo
Es muy fácil de cultivar y es frecuente como árbol ornamental; el níspero es un cultivo muy extendido por todo el litoral mediterráneo español. Fue plantado en California desde la década de 1870 y en el clima húmedo del sudeste de Texas (Houston), así como en todo Israel. En México es muy común. La textura de su follaje agrega un toque tropical a los jardines, contrastando bien con muchas otras plantas.
La multiplicación se realiza por semillas, sin embargo, en las variedades el proceso se lleva a cabo por injerto del tipo llamado injerto en T o escudete. Es una especie muy adaptable, tolerando bien el frío, la sequía y diversos tipos de sustrato. La utilización de los frutos de este árbol para fines comerciales requiere abonados y podas periódicas.

## Producción
Japón lidera la producción, seguido por Israel y Brasil. En Bermudas, es una fruta muy popular, normalmente disponible de febrero a abril, y comúnmente consumida como mermelada. También en Turquía, Siria, Líbano, Grecia, Georgia, Armenia, sur de Italia, Malta, Portugal, España, sur de Francia, Nueva Zelanda, norte de África, Uruguay, Paraguay, Chile, Perú, Costa Rica, Argentina, Colombia, Venezuela y Guatemala.

## Taxonomía
Eriobotrya japonica fue descrita primero por Carl Peter Thunberg como Mespilus japonica en 1780 y transferido al género Eriobotrya por John Lindley y publicado en Transactions of the Linnean Society of London, 13(1), p. 102, en el año 1821.
Etimología
- Eriobotrya: derivado de los vocablos griegos εριο, lana y βοτρυών, racimo, «racimo lanudo», por su inflorescencia tomentosa.[22]
- japonica: epíteto latín aludiendo al país que, en la época de la creación de la especie, se suponía ser el locus typicus, Japón.

Etimología popular
En español:

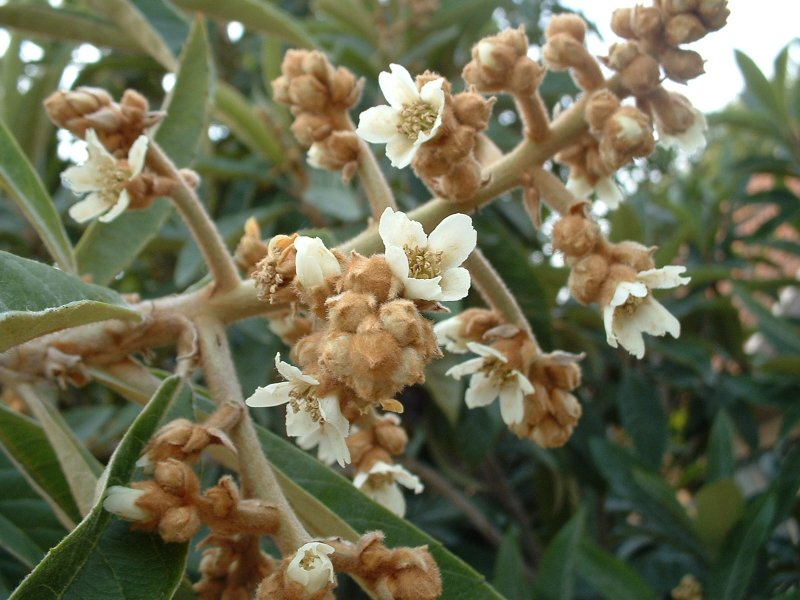
Cultivar destinado al uso doméstico, en el que las flores abren gradualmente, por ende su fruta madura también de forma gradual, a diferencia de los cultivares utilizados para uso comercial, cuyas flores abren todas simultáneamente y los frutos maduran al mismo tiempo.

- Níspero: del latín vulgar nespĭrum, deformación derivada de mespĭlum, y este del griego μέσπιλον, el níspero, refiriéndose al níspero de Europa, Mespilus germanica[23]

En otros idiomas:

El nombre común loquat deriva de lou gwat, la pronunciación en el idioma cantonés de su viejo clásico nombre chino (en chino tradicional, 蘆橘; en chino simplificado, 芦橘; pinyin, lújú, literalmente "caña naranja"). En chino moderno, es más comúnmente conocido como pipa (en chino, 枇杷; pinyin, pípá), por su parecido en la forma al instrumento musical chino pipa (琵琶). Y así, en japonés es biwa, similarmente por el correspondiente instrumento musical, biwa. 
Sinonimia
- Crataegus bibas Lour.
- Mespilus japonica Thunb. - basiónimo
- Photinia japonica (Thunb.) Benth. & Hook.f. ex Asch. & Schweinf.[24]

## Nombre común
- En español: Cardápano, miézpola, míspero, míspola, mispolera, néspera, niéspera, niéspola, níspera, nisperero, níspero, níspola, níspolo, nispolero.
- En Argentina se lo conoce como naranjita japonesa (en algunas zonas) en la mayoría de las provincias se le conoce como míspero o níspero.  En Costa Rica, Colombia, Ecuador, Nicaragua, El Salvador, República Dominicana  y Venezuela se le llama níspero a un árbol de la familia de las sapotáceas, Manilkara zapota llamado comúnmente chicozapote (como se lo conoce en otros lugares del mundo hispanohablante). En Honduras es comúnmente llamado  Ciruela Japonesa.
- En portugués: nêspera o magnório; en gallego: nespereira (árbol), néspera (fruto), nespola en italiano, naspla en maltés, naspolya en húngaro, nespra en catalán, néflier du Japon o bibacier o bibassier en francés; sheseq en hebreo, askidinya, akkidinya, igadinya o bashmala en árabe, akkadeneh o akka dhuniya en libanés, zger o nor ashkhar en armenio, mushmala en georgiano, mousmoula o mespilia en griego, musmula, yeni dunya, yedi dunya, o Malta erigi en turco. Tanto en armenio como en turco literalmente significa "nuevo mundo".[cita requerida]